# Denys le Transfuge
Denys le Transfuge était fils de Théophane et natif d'Héraclée. Il fut d'abord l'élève de son concitoyen Héraclide, puis d'Alexinos et finalement de Zénon.
Diogène Laërce composa sa biographie. Il semble qu'il combina une Vie de Denys et une doxographie des stoïciens hétérodoxes. 
Malade des yeux, il hésitait à dire que la peine était indifférente et il a divergé des principes de l'école stoïcienne. Il passa chez les épicuriens selon Athénée qui se base sur les biographies de Denys par Antigone de Caryste et Nicias de Nicée. 
Il composa plusieurs traités, tous perdus  : 
- Sur l'apathie, deux livres
- Sur l'exercice, deux livres
- Sur le plaisir, quatre livres
- Sur la richesse
- <Sur> la gratitude et le châtiment. Le « Sur » est une conjecture, restitué par l'éditeur Von Arnim, il est en effet absent des manuscrits, ce qui aurait indiqué que cet ouvrage et le précédent n'en formait qu’un seul.
- Sur la manière d’en user avec les hommes
- Sur la chance
- Sur les anciens rois
- Sur les actions louables
- Sur les mœurs barbares